# NHKニューイヤーオペラコンサート
『NHKニューイヤーオペラコンサート』（エヌエイチケー ニューイヤー オペラコンサート）は、1958年から毎年1月3日、NHKホールで行われる、オペラのガラコンサートである。毎年のテーマに沿って、名作オペラのハイライトが上演される。

## 概要
第1回は当時の内幸町ラジオスタジオで開催。その後は旧NHKホール、日本都市センターホール、神田共立講堂、東京厚生年金会館で開催されていた。
NHKホールができた1974年以降は、原則毎年1月3日に開催される。2003年から2005年までは4日も開催され、2日間となった。2021年までは有料興行だったが、22年はNHKホール改修工事に伴い特別篇と題して東京芸術劇場コンサートホールから中継し、無料公開番組として扱い。2023年以降も引き続き無料公開番組で再びNHKホールから中継した。
この模様は、Eテレ（NHKプラス含む）、BS8Kで生放送され、過去にはFMで生中継、BSハイビジョンでも後日放送された。

## 出演者
2023年

| - ソプラノ - 石橋栄実 - 大村博美 - 小林厚子 - 高橋維 - 中村恵理 - 森野美咲 - 森麻季 - 砂川涼子 - メゾ・ソプラノ - 藤村実穂子 - 山下牧子 | - テノール - 竹内公一 - 笛田博明 - 福井敬 - 宮里直樹 - 村上敏明 - バリトン - 黒田博 - 高田智広 - バス - 上江隼人 - 妻屋秀和 | - 合唱 - 新国立劇場 合唱団 - 二期会合唱団 - びわ湖ホール声楽アンサンブル - 藤原歌劇団 合唱部 - 管弦楽 - 東京フィルハーモニー交響楽団 - 指揮 - 阪哲朗 |

- 司会：宮本亞門、久保田祐佳（NHKアナウンサー）

2024年

| - ソプラノ - 砂川涼子 - 田崎尚美 - 船越亜弥 - 森麻季 - 森谷真理 - メゾ・ソプラノ - 谷口睦美 - カウンターテナー - 藤木大地 - テノール - 笛田博昭 - 福井敬 | - バリトン - 青山貴 - 大西宇宙 - 黒田博 - 須藤慎吾 - バス - 斉木健詞 - ジョン・ハオ - 妻屋秀和 - 合唱 - 新国立劇場合唱団 - 二期会合唱団 - びわ湖ホール声楽アンサンブル - 藤原歌劇団合唱部 | - 管弦楽 - 東京フィルハーモニー交響楽団 - 指揮 - 沼尻竜典 - 舞踊 - 上山榛名 - 水城卓哉 - 宮本萌 - チェロ - 遠藤真理 - ピアノ - 松田華音 |

- 司会
  - 礒野佑子（NHKアナウンサー）

2025年

| - ソプラノ - 石橋栄実 - 大村博美 - 小林厚子 - 砂川涼子 - 田崎尚美 - 船越亜弥 - 森麻季 - メゾ・ソプラノ - 山際きみ佳 - 山下裕賀 - 山下牧子 | - テノール - 樋口達哉 - 福井敬 - 宮里直樹 - バリトン - 池内響 - 大西宇宙 - 上江隼人 - 黒田博 - 須藤慎吾 - バス - 伊藤貴之 - 妻屋秀和 | - 合唱 - 新国立劇場合唱団 - 二期会合唱団 - びわ湖ホール声楽アンサンブル - 藤原歌劇団合唱部 - NHK東京児童合唱団 - 管弦楽 - 東京フィルハーモニー交響楽団 - 指揮 - 沼尻竜典 - 幕間 - カイザー MARO ワルツ・アンサンブル |

- 司会
  - 赤木野々花（NHKアナウンサー）